# Carl Maria von Weber
Carl Maria Friedrich Ernst, Freiherr von Weber (Eutin, 18. studenoga 1786. – London, 5. lipnja 1826.), njemački skladatelj, dirigent i pijanistički virtuoz. 
Otac njemačke nacionalne opere. Jedan je od kreatora njemačkog romantičkog izraza. Karijeru je počeo kao operni dirigent u Breslauu, zatim je vodio operno kazalište u Pragu i novoosnovanu Njemačku operu u Dresdenu. Afirmirao se i kao pijanistički virtuoz na turnejama po Njemačkoj i Švicarskoj. Ostavio je veći broj vokalnih djela i skladbi za raznovrsne instrumentalne sastave i za orkestre. Najpotpunije je izgradio romantički stili i izražaj u svojim operama "Strijelac vilenjak", "Euryanthe" i "Oberon". Njegovo remek-djelo "Strijelac vilenjak" postalo je prototipom njemačke romantične opere.

## Djela

### Opere
- Moć ljubavi i vina, 1798.; Weberova prva opera, skladana u Münchenu, opera je igubljena.
- (Nijema) šumska djevojka, opera u dva čina, libreto: Karl Ritter von Steinsberg. Praizvedba 1800. u Freibergu, nakon praizvedbe izvedbe u Chemnitzu 4. prosinca 1800. i u Beču 4. prosinca 1804. Dvije su arije izgubljene.
- Rübezahl, J. 44-46. Text von J. G. Rohde. Fragment, 1804. uvertira Beherrscher der Geister.
- Peter Schmoll i njegovi susjedi, J. 8, Praizvedba 1802.; Libreto: Joseph Türk
- Silvana, J. 87, praizvedba 1810.; Libreto: Franz Carl Hiemer, prema libretu Šumske djevojke
- Abu Hassan, J. 106; Praizvedba 1811.; Libreto Franz Carl Hiemer
- Strijelac vilenjak op.77 J. 277, praizvedba 1821.; Libreto: Johann Friedrich Kind
- Die drei Pintos, nastala oko 1821. – 1824., objavljen postumno 1888.; Libreto: Theodor Hell [Karl Winkler]. Nedovršeno.
- Euryanthe op.81 J. 291, Praizvedba: 1823.; Libreto: Helmina von Chézy
- Oberon J. 306, Praizvedba: 1826.; Libreto: James Robinson Planché, prema Christophu Martinu Wielandu